# Kuchnia malajska

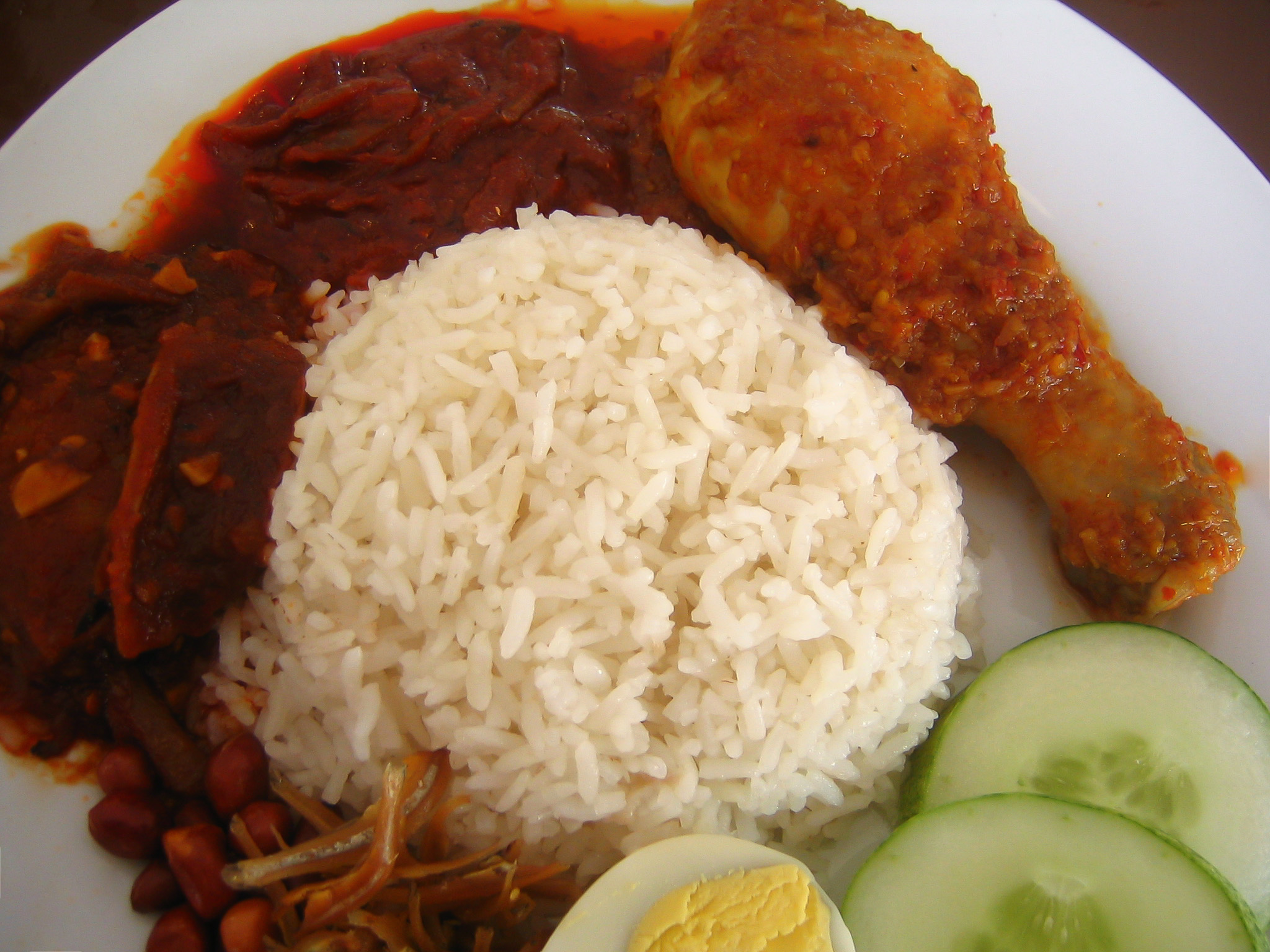
Nasi lemak, narodowe danie malajskie

Kuchnia malajska – tradycje kulinarne Malajów zamieszkujących Malezję, Indonezję, Singapur oraz Brunei. Ze względu na położenie tego obszaru na skrzyżowaniu międzynarodowych szlaków handlowych w kuchni malajska widoczne są wpływy chińskie, indyjskie, a także indonezyjskiej kuchni Minangkabau i jawajskiej.
Za narodowe danie uważa się nasi lemak, potrawę z ryżu gotowanego w mleczku kokosowym, stanowiącym ważny składnik kuchni malajskiej. Inne typowe dania obejmują Ketupat lub nasi himpit, kleisty ryż gotowany w liściach palmowych, popularny zwłaszcza podczas święta Hari Raya, czy potrawa z makaronu laksa, wywodząca się z kuchni Peranakan. Potrawy zaadaptowane z Indonezji, jak satay czy rendang, zostały przystosowane do smakowych upodobań Malajów.